# Горбань, Андрей Павлович
Андрей Павлович Горбань (укр. Андрій Павлович Горбань; 21 марта 1978, Первомайский, Харьковская область) — украинский футболист, игравший на позиции полузащитника. По завершении карьеры стал тренером.

## Биография
Воспитанник харьковского футбола, с 12 лет выступал за местную ДЮСШ «Спартак». С 1992 года учился в харьковском спортинтернате, первые тренеры — Николай Пильгуй и Владимир Линке. С 1996 года — в составе кировоградской «Звезды». Дебютировал в чемпионате Украины 15 июня 1997 года, на 75-й минуте домашней игры против запорожского «Торпедо» заменив Александра Михайленко. Тем не менее, первое время не смог закрепиться в основном составе, выступав преимущественно за вторую команду клуба во второй лиге. В 1999 году на полгода перешёл в азербайджанский «Туран», за который отыграл всего 8 игр.
Летом 2000 года стал игроком никопольского «Металлурга», выступавшего в первой лиге. В составе никопольчан провёл год, появляясь на поле в большинстве игр. Затем вернулся в «Звезду», вылетевшую из высшей лиги. В команде, которую возглавил Юрий Коваль, был основным игроком и одним из лидеров. В составе кировоградцев в 2003 году стал победителем первой лиги и вернулся в элитный дивизион. Тем не менее надолго «Звезда», по ходу сезона испытывавшая финансовые проблемы, в высшей лиге не задержалась, в первом же после возвращения сезоне заняв последнее место, и Горбань покинул команду.
В 2004 году, вслед за Ковалем, перешёл в луганскую «Зарю». За луганчан выступал до 2006 года, также играл за фарм-клубы «Зари» на любительском уровне. В сезоне 2005/06, в составе команды, снова выиграл первую лигу, однако по окончании сезона ушёл из «Зари». В период 2006—2008 годов сменил ряд клубов низших лиг, нигде надолго не задерживаясь. Также играл в составе кировоградских «Звезды» и «Олимпика», в то время выступавших в любительском чемпионате Украины. Последнюю игру на профессиональном уровне провёл в 2008 году, в составе «Едности» из Плисок. По окончании карьеры некоторое время также выступал в чемпионате Кировоградской области.
В 2004 году закончил Харьковскую академию физкультуры. В 2009 году стал тренером-преподавателем в кировоградской ДЮСШ «Звезда-Спартак». С 2012 года — тренер в академии «Звезды». В 2017 году назначен тренером юношеского состава «Звезды». 20 июня 2018 года назначен исполняющим обязанности главного тренера кропивницкого клуба.
Летом 2019 года стал тренером в Базовой школе Академии ФК «Краснодар». С 2021 года — руководитель тренерского штаба молодёжной команды женского футбольного клуба «Краснодар».

## Достижения
- Победитель Первой лиги чемпионата Украины (2): 2002/03, 2005/06